# Mosquera (Navarra)
Mosquera, Mosquerola o Mosqueruela es un terreno en el término municipal de Tudela (Navarra, España) próximo a ésta y a Fontellas, junto al río Ebro tras el pequeño embalse de Pignatelli. En este lugar se localizaron a mediados del siglo XX restos de época romana que fueron interpretados como pertenecientes a una villa romana y sus enterramientos.

## Etimología
Desde antiguo se consideró como el lugar donde se encontraba Muscaria (en griego original, Moveκαρíα), dada su similitud fonética, y que fue descrita por Claudio Ptolomeo entre Tarraga y Segia «datos que han propiciado su búsqueda en el valle del Ebro.»

### Origen latino
Sobre el significado del topónimo parece evidente un origen latino según varios autores: Adolf Schülten lo relaciona con musca ("mosca") mientras que Ana María Canto y José Luis García Alonso lo relacionan con muscus ("musgo"). Más recientemente, Javier Andreu y Ángel Jordán concilian ambos apuntes afirmando que «el topónimo podría ser parlante y quizás haría referencia a una zona pantanosa o, cuando menos, cubierta de vegetación, como parece propio de un área próxima a un cauce fluvial.»

### Origen vasco
Pero tampoco es descartable «una posible filiación euskara» (musker, "lagarto"; muskerra, "verde"; moskor, "tronco de árbol"; muskel, "vástago", y arria, "piedra", o aria, "suelo, superficie"), tomando sentido de "tierra frondosa", "tierra verde".

## Ubicación
Aún hoy se desconoce su auténtico emplazamiento. Existen varias hipótesis. Entre las más tradicional se encuentra la apuntada tempranamente por el Padre Moret que, asimilada fonéticamente Muscaria y el topónimo registrado con el paraje de "La Mejana de Mosquera", junto al río Ebro, entre Tudela y Fontellas, consideró que posteriormente su población se trasladó a donde hoy se encuentra Tudela, para su mejor defensa.
José Yanguas y Miranda describe que en su proximidad existía un pueblo con ese nombre en el que se hace mención en el fuero de Sobrarbe y en los documentos antiguos hasta el año 1220.
También la existencia de una ermita de Nuestra Señora de Mosquera (Mosqueruela en un testamento de 1539), ya desaparecida, en el término de Fontellas.